# Франк Кадоган Коупър
Франк Кадоган Коупър (16 октомври 1877 – 17 ноември 1958) е английски художник и илюстратор на портрети, исторически и литературни сцени, завършил КА. Той е „Последният от прерафаелитите“.

## Живот
Коупър е роден в Уикен, Нортхамптъншър, син на бащата и сред пионерите на крайбрежния круиз с яхти, Франк Коупър и внук на енорийски пастор на Уикен. Той първо учи изкуство в Wood Art School през 1896 г. и след това продължава обучението си в Кралската академия (1897 – 1902). Там за първи път излага свои творби през 1899 г. и постига критичен успех 2 години по-късно с картината An Aristocrat answering the Summons to Execution, Paris 1791 (1901). През 1902 г. се учи 6 месеца от Едвин Остин Абей, преди да отпътува за Италия.
Работи както с акварел, така и с масло. Илюстрира книгата The Imperial Shakespeare за сър Сидни Лий. През 1910 г. рисува стенопис в сградата на Парламента заедно с Байъм Шоу, Ърнест Борд и Хенри Артър Пейн.
Независимо от промяната в модерното изкуство Коупър продължава да излага своите портретни картини и да създава исторически и литературни произведения.
Неговата творба „Грозното патенце“ e избрана за любима картина от посетителите на Художествената галерия и музей в Челтнъм през 2005 г.
Най-високата цена за картина на Коупър е £ 469 250 – за „Дева Мария от плодовете на земята“ (1917) на Кристис в Лондон на 17 декември 2011 г.